# Lira luquesa
La lira luquesa fue la unidad monetaria de Lucca, en uso actual en Lucca en 1826 por la anexión de la Toscana, la moneda se cambió ligeramente, pero se reanudó en realidad, el que está en uso en el antiguo régimen republicano.
Su periodo de vigor fue desde 1824 hasta 1847, cuando los Borbón-Parma recuperaron del Ducado de Parma, Plasencia y Guastalla.
Pesaba 4,72 g con una pureza de 666/1000 y tenía un diámetro de 22,5 mm.